# LR-анализатор

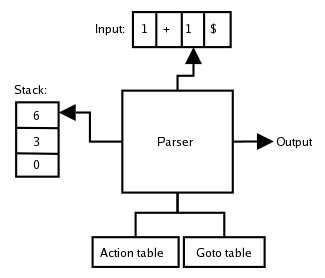
LR Parser

LR-анализатор (англ. LR parser) — синтаксический анализатор для исходных кодов программ, написанных на некотором языке программирования, который читает входной поток слева (Left) направо и производит наиболее правую (Right) продукцию контекстно-свободной грамматики. Используется также термин LR(k)-анализатор, где k выражает количество непрочитанных символов предпросмотра во входном потоке, на основании которых принимаются решения при анализе. Обычно k равно 1 и часто опускается.
Синтаксис многих языков программирования может быть определён грамматикой, которая является LR(1) или близкой к этому, и по этой причине LR-анализаторы часто используются компиляторами для выполнения синтаксического анализа исходных кодов.
Обычно на анализатор ссылаются в связи с именем того языка, исходный код которого он разбирает, например, «C++ анализатор» разбирает исходные коды языка C++.
LR-анализатор может быть создан из контекстно-свободной грамматики программой, называемой генератор синтаксических анализаторов, или же написан вручную программистом. Контекстно-свободная грамматика классифицируется как LR(k), если существует LR(k)-анализатор для неё, как определено генератором анализаторов.
Говорится, что LR-анализатор выполняет разбор снизу вверх, потому что он пытается вывести продукцию верхнего уровня грамматики, строя её из листьев.
Детерминированный контекстно-свободный язык — это язык, для которого существует какая-либо LR(k) грамматика. Каждая LR(k) грамматика может быть автоматически преобразована в грамматику LR(1) для того же языка, в то время как LR(0) грамматики для некоторых языков может не существовать. LR(0)-языки являются собственным подмножеством детерминированных.
LR-анализатор основан на алгоритме, приводимом в действие таблицей анализа, структурой данных, которая содержит синтаксис анализируемого языка. Таким образом, термин LR-анализатор на самом деле относится к классу анализаторов, которые могут разобрать почти любой язык программирования, для которого предоставлена таблица анализа. Таблица анализа создаётся генератором синтаксических анализаторов.
LR-анализ может быть обобщён как произвольный анализ контекстно-свободного языка без потери производительности, даже для LR(k) грамматик. Это происходит благодаря тому, что большинство языков программирования могут быть выражены LR(k) грамматикой, где k — малая константа (обычно 1). Заметьте, что разбор не-LR(k) грамматик на порядок медленнее (кубический вместо квадратичного в отношении размера входного потока).
LR-анализ может применяться к большему количеству языков, чем LL-анализ, а также лучше в части сообщения об ошибках, то есть он определяет синтаксические ошибки там, где вход не соответствует грамматике, как можно раньше. В отличие от этого, LL(k) (или, что хуже, даже LL(*)) анализаторы могут задерживать определение ошибки до другой ветки грамматики из-за отката, часто затрудняя определение места ошибки в местах общих длинных префиксов.
LR-анализаторы сложно создавать вручную и обычно они создаются генератором синтаксических анализаторов или компилятором компиляторов. В зависимости от того, как была создана таблица анализа, эти анализаторы могут быть названы простыми LR-анализаторами (SLR), LR-анализаторами с предпросмотром (LALR) или каноническими LR-анализаторами. LALR-анализатор имеют значительно большую распознавательную способность, чем SLR-анализаторы. При этом таблицы для SLR-анализа имеют такой же объём, что и для LALR-анализа, поэтому SLR-анализ уже не используется. Канонические LR-анализаторы имеют незначительно большую распознавающую способность, чем LALR-анализаторы, однако требуют намного больше памяти для таблиц, поэтому их используют очень редко.